# Ulvtjärnen
Ulvtjärnen är en sjö i Älvdalens kommun i Dalarna och ingår i Dalälvens huvudavrinningsområde. Sjön har en area på 0,0369 kvadratkilometer och ligger 679,1 meter över havet.

## Delavrinningsområde
Ulvtjärnen ingår i det delavrinningsområde (688125-135833) som SMHI kallar för Ovan Falkbäcken. Medelhöjden är 752 meter över havet och ytan är 36,48 kvadratkilometer. Räknas de 38 avrinningsområdena uppströms in blir den ackumulerade arean 354,8 kvadratkilometer. Fjätan (Kölån) som avvattnar avrinningsområdet har biflödesordning 2, vilket innebär att vattnet flödar genom totalt 2 vattendrag innan det når havet efter 479 kilometer. Avrinningsområdet består mestadels av skog (73 procent). Avrinningsområdet har 0,8 kvadratkilometer vattenytor vilket ger det en sjöprocent på 2,2 procent. Bebyggelsen i området täcker en yta av 0,53 kvadratkilometer eller 1 procent av avrinningsområdet.